# Jüfan Geiger
Jüfan Geiger (* 12. Februar 1981 in Tübingen) ist ein ehemaliger deutscher Basketballspieler auf der Position des Innenspielers. Der 2,05 Meter große Geiger bestritt für Tübingen 23 Einsätze in der Basketball-Bundesliga.

## Laufbahn
Geiger, dessen Mutter aus Taiwan stammt, stieg in der Saison 2003/04 mit dem SV Tübingen als Meister der 2. Basketball-Bundesliga Süd in die Basketball-Bundesliga auf. Für die Tübinger bestritt er bis 2006 zwölf Einsätze in der höchsten deutschen Spielklasse. 2006/07 spielte er für den TV Konstanz in der ersten Regionalliga, 2007/08 stand er beim USC Freiburg in der 2. Bundesliga ProB unter Vertrag, wechselte während der Saison aber zum Staffelrivalen Speyer.
2009 stand Geiger bei den Taiwan Mobile Leopards in der taiwanischen Liga SBL unter Vertrag und kehrte dann nach Tübingen zurück, wo er es während der Spielzeit 2009/10 auf elf Bundesliga-Einsätze brachte. In der Saison 2010/11 spielte Geiger erneut für Konstanz, seinerzeit in der ProB.